# Bolívia nos Jogos Pan-Americanos de 2019
A Bolívia competiu nos Jogos Pan-Americanos de 2019 em Lima, Peru, de 26 de julho a 11 de agosto de 2019.
A delegação boliviana consistiu em 49 atletas (28 homens e 21 mulheres), a maior já enviada pelo país a uma edição de Jogos Pan-Americanos. Em 4 de julho de 2019, o raquetebolista Conrrado Moscoso foi nomeado como porta-bandeira durante a cerimônia de abertura.
Em 10 de agosto de 2019, Carlos Keller, Roland Keller e Conrrado Moscoso conquistaram a medalha de ouro na competição por equipes do raquetebol, melhorando a medalha de bronze conquistada quatro anos antes, durante os Jogos Pan-Americanos de 2015 em Toronto. O reserva Kadim Carrasco também recebeu uma medalha. Essa foi a primeira medalha de ouro da Bolívia na história dos Jogos Pan-Americanos. No total, o país ganhou cinco medalhas, o recorde de qualquer edição dos jogos, ficando em 19º no quadro de medalhas.

## Atletas
Abaixo está a lista do número de atletas (por gênero) participando dos jogos por esporte/disciplina.
| Esporte          | Masculino | Feminino | Total |
| ---------------- | --------- | -------- | ----- |
| Atletismo        | 3         | 2        | 5     |
| Badminton        | 0         | 1        | 1     |
| Canoagem         | 1         | 0        | 1     |
| Caratê           | 1         | 0        | 1     |
| Ciclismo         | 2         | 1        | 3     |
| Fisiculturismo   | 1         | 1        | 2     |
| Hipismo          | 1         | 0        | 1     |
| Ginástica        | 1         | 2        | 3     |
| Golfe            | 0         | 2        | 2     |
| Natação          | 3         | 1        | 4     |
| Pelota basca     | 1         | 0        | 1     |
| Pentatlo moderno | 2         | 2        | 4     |
| Raquetebol       | 4         | 3        | 7     |
| Tênis            | 2         | 1        | 3     |
| Tiro com arco    | 0         | 3        | 3     |
| Tiro esportivo   | 5         | 2        | 7     |
| Triatlo          | 1         | 0        | 1     |
| Total            | 28        | 21       | 49    |

## Medalhistas
| Nome                                                        | Esporte    | Evento     | Gênero    | Dia          | Medalha |
| ----------------------------------------------------------- | ---------- | ---------- | --------- | ------------ | ------- |
| Carlos Keller Roland Keller Conrrado Moscoso Kadim Carrasco | Raquetebol | Equipe     | Masculino | 10 de agosto | Ouro    |
| Federico Zeballos Noelia Zeballos                           | Tênis      | Dupla      | Misto     | 3 de agosto  | Prata   |
| Roland Keller Conrrado Moscoso                              | Raquetebol | Dupla      | Masculino | 7 de agosto  | Prata   |
| Conrrado Moscoso                                            | Raquetebol | Individual | Masculino | 6 de agosto  | Bronze  |
| Angelica Barrios Valeria Centellas Jenny Daza               | Raquetebol | Equipe     | Feminino  | 9 de agosto  | Bronze  |

| Esporte    | Medalha de ouro | Medalha de prata | Medalha de bronze | Total |
| Raquetebol | 1               | 1                | 2                 | 4     |
| Tênis      | 0               | 1                | 0                 | 1     |
| Total      | 1               | 2                | 2                 | 5     |

## Atletismo
A Bolívia classificou cinco atletas (três homens e duas mulheres).
Chave
- Nota– Posições para os eventos de pista são para a fase inteira
- PB = Melhor marca pessoal
- SB = Melhor marca da temporada
- DSQ = Desclassificado

Pista e estrada
| Atleta        | Evento                          | Final       | Final   |
| Atleta        | Evento                          | Tempo       | Posição |
| ------------- | ------------------------------- | ----------- | ------- |
| Daniel Toroya | 5000 m masculino                | 14:02.96    | 11º     |
| Vidal Basco   | 10000 m masculino               | 28:34.37 PB | 4º      |
| Ronald Quispe | 50 km marcha atlética masculina | DSQ         | DSQ     |
| Tania Chavez  | 3000 m com obstáculos feminino  | DSQ         | DSQ     |
| Ángela Castro | 20 km marcha atlética feminina  | 1:32:15 SB  | 5º      |

## Badminton
A Bolívia recebeu uma vaga realocada para uma atleta feminina. Foi a estreia do país no esporte em Jogos Pan-Americanos.
Feminino
| Atleta          | Evento     | Primeira rodada                   | Segunda rodada       | Oitavas-de-final     | Quartas-de-final     | Semifinais           | Final                | Posição     |
| Atleta          | Evento     | Adversário Resultado              | Adversário Resultado | Adversário Resultado | Adversário Resultado | Adversário Resultado | Adversário Resultado | Posição     |
| --------------- | ---------- | --------------------------------- | -------------------- | -------------------- | -------------------- | -------------------- | -------------------- | ----------- |
| Juanita Siviora | Individual | Williams (BAR) D 0–2 (7–21, 4–21) | Não avançou          | Não avançou          | Não avançou          | Não avançou          | Não avançou          | Não avançou |

## Canoagem

### Slalom
A Bolívia classificou um canoísta masculino de slalom. Foi a estreia do país na disciplina em Jogos Pan-Americanos.
Chave
- Nota– Posições de acordo com a bateria

Masculino
| Atleta(s)    | Evento      | Eliminatória | Eliminatória | Eliminatória | Eliminatória | Eliminatória | Eliminatória | Semifinal   | Semifinal   | Final       | Final       |
| Atleta(s)    | Evento      | Descida 1    | Posição      | Descida 2    | Posição      | Melhor       | Posição      | Tempo       | Posição     | Tempo       | Posição     |
| ------------ | ----------- | ------------ | ------------ | ------------ | ------------ | ------------ | ------------ | ----------- | ----------- | ----------- | ----------- |
| Juan Singuri | K-1         | 204.65       | 10º          | 151.51       | 10º          | 151.51       | 10º          | Não avançou | Não avançou | Não avançou | Não avançou |
| Juan Singuri | K-1 extremo | —            | Não terminou | —            | —            | —            | —            | Não avançou | Não avançou | Não avançou | Não avançou |

## Caratê
A Bolívia classificou um carateca para um evento do Kumite, após terminar entre as duas primeiras posições de classificação dos Jogos Sul-Americanos de 2018.
Kumite
Masculino
| Atleta         | Evento | Fase de grupos       | Fase de grupos       | Fase de grupos       | Fase de grupos | Semifinal            | Final                | Final       |
| Atleta         | Evento | Adversário Resultado | Adversário Resultado | Adversário Resultado | Posição        | Adversário Resultado | Adversário Resultado | Posição     |
| -------------- | ------ | -------------------- | -------------------- | -------------------- | -------------- | -------------------- | -------------------- | ----------- |
| Mohamed Yussuf | -84 kg | Cuevas (MEX) D 0–2   | Madani (USA) D 0–2   | Macedo (URU) D 0–4   | 4º             | Não avançou          | Não avançou          | Não avançou |

## Ciclismo
A Bolívia classificou um ciclista masculino para a competição do BMX. A Bolívia recebeu posteriormente uma vaga adicional no BMX masculino e uma vaga feminina pra eventos de pista e estrada.

### BMX
Corrida
| Atleta            | Evento    | Fase de ranqueamento | Fase de ranqueamento | Quartas-de-final | Quartas-de-final | Semifinal   | Semifinal   | Final       | Final       |
| Atleta            | Evento    | Tempo                | Posição              | Pontos           | Posição          | Tempo       | Posição     | Pontos      | Posição     |
| ----------------- | --------- | -------------------- | -------------------- | ---------------- | ---------------- | ----------- | ----------- | ----------- | ----------- |
| Jamie Quintanilla | Masculino | 35.897               | 16ª                  | 12               | 4ª Q             | 20          | 7ª          | Não avançou | Não avançou |
| Igor Vaca         | Masculino | 36.790               | 18ª                  | 15               | 5ª               | Não avançou | Não avançou | Não avançou | Não avançou |

### Estrada
| Atleta                   | Evento                      | Tempo    | Posição |
| ------------------------ | --------------------------- | -------- | ------- |
| Micaela Sarabia Ricaldez | Corrida em estrada feminina | 2:32:47  | 36ª     |
| Micaela Sarabia Ricaldez | Contra o relógio feminino   | 30:07.63 | 20ª     |

### Pista
Keirin
| Atleta                   | Evento   | Primeira fase | Rpescagem | Final/Posicionamento |
| Atleta                   | Evento   | Posição       | Posição   | Posição              |
| ------------------------ | -------- | ------------- | --------- | -------------------- |
| Micaela Sarabia Ricaldez | Feminino | 5ª R          | 7ª QB     | Não começou          |

Omnium
| Atleta                   | Evento   | Scratch | Scratch | Corrida por tempo | Corrida por tempo | Corrida de eliminação | Corrida de eliminação | Corrida por pontos | Corrida por pontos | Total        | Total        |
| Atleta                   | Evento   | Pontos  | Posição | Pontos            | Posição           | Pontos                | Posição               | Pontos             | Posição            | Pontos       | Posição      |
| ------------------------ | -------- | ------- | ------- | ----------------- | ----------------- | --------------------- | --------------------- | ------------------ | ------------------ | ------------ | ------------ |
| Micaela Sarabia Ricaldez | Feminino | 10      | 16ª     | 10                | 16ª               | 8                     | 17ª                   | Não terminou       | Não terminou       | Não terminou | Não terminou |

## Fisiculturismo
A Bolívia classificou uma equipe completa de dois fisiculturistas (um homem e uma mulher).
| Atleta           | Evento                            | Pré-julgamento | Pré-julgamento | Final       | Final       |
| Atleta           | Evento                            | Pontos         | Posição        | Pontos      | Posição     |
| ---------------- | --------------------------------- | -------------- | -------------- | ----------- | ----------- |
| Ayrton Medrano   | Fisiculturismo clássico masculino | —              | —              | Não avançou | Não avançou |
| Estefania Ninaja | Fitness feminino                  | —              | —              | Não avançou | Não avançou |

- Não houve resultados na fase de pré-julgamento, com apenas os seis melhores avançando.

## Ginástica

### Artística
A Bolívia classificou dois ginastas (um homem e uma mulher). A Bolívia recebeu posteriormente uma vaga feminina realocada.
Masculino
| Atleta         | Evento           | Classificação | Classificação | Classificação | Classificação | Classificação | Classificação | Total  | Posição | Final       | Final       | Final       | Final       | Final       | Final       | Total       | Posição     |
| Atleta         | Evento           | FX            | PH            | SR            | VT            | PB            | HB            | Total  | Posição | FX          | PH          | SR          | VT          | PB          | HB          | Total       | Posição     |
| -------------- | ---------------- | ------------- | ------------- | ------------- | ------------- | ------------- | ------------- | ------ | ------- | ----------- | ----------- | ----------- | ----------- | ----------- | ----------- | ----------- | ----------- |
| Gustavo Cumali | Individual geral | 10.350        | 8.500         | 9.750         | 11.800        | 8.675         | 8.650         | 57.725 | 41º     | Não avançou | Não avançou | Não avançou | Não avançou | Não avançou | Não avançou | Não avançou | Não avançou |

Feminino
| Atleta        | Evento           | Classificação | Classificação | Classificação | Classificação | Total  | Posição | Final       | Final       | Final       | Final       | Total       | Posição     |
| Atleta        | Evento           | VT            | UB            | BB            | FX            | Total  | Posição | VT          | UB          | BB          | FX          | Total       | Posição     |
| ------------- | ---------------- | ------------- | ------------- | ------------- | ------------- | ------ | ------- | ----------- | ----------- | ----------- | ----------- | ----------- | ----------- |
| Maria Arauz   | Individual geral | 12.700        | 9.750         | 9.550         | 8.850         | 41.250 | 37º     | Não avançou | Não avançou | Não avançou | Não avançou | Não avançou | Não avançou |
| Diana Vazquez | Individual geral | 13.200        | 9.350         | 10.750        | 10.950        | 44.250 | 35º     | Não avançou | Não avançou | Não avançou | Não avançou | Não avançou | Não avançou |

## Golfe
A Bolívia classificou duas golfistas.
Feminino
| Atleta                     | Evento     | Rodada 1  | Rodada 2  | Rodada 3  | Rodada 4  | Total     | Total | Total   |
| Atleta                     | Evento     | Resultado | Resultado | Resultado | Resultado | Resultado | Par   | Posição |
| -------------------------- | ---------- | --------- | --------- | --------- | --------- | --------- | ----- | ------- |
| Maria Jose Savoca Cespedes | Individual | 83        | 80        | 83        | 78        | 324       | +40   | 31º     |
| Luciana Calbimonte Osorio  | Individual | 77        | 87        | 80        | 77        | 321       | +37   | 30º     |

## Hipismo
A Bolívia classificou um ginete para o concurso de saltos.

### Saltos
| Atleta        | Cavalo  | Evento     | Classificação | Classificação | Classificação | Classificação | Classificação | Classificação | Classificação | Classificação | Final    | Final    | Final       | Final       | Final       | Final       |
| Atleta        | Cavalo  | Evento     | Rodada 1      | Rodada 1      | Rodada 2      | Rodada 2      | Rodada 3      | Rodada 3      | Total         | Total         | Rodada A | Rodada A | Rodada B    | Rodada B    | Total       | Total       |
| Atleta        | Cavalo  | Evento     | Faltas        | Posição       | Faltas        | Posição       | Faltas        | Posição       | Faltas        | Posição       | Faltas   | Posição  | Faltas      | Posição     | Faltas      | Posição     |
| ------------- | ------- | ---------- | ------------- | ------------- | ------------- | ------------- | ------------- | ------------- | ------------- | ------------- | -------- | -------- | ----------- | ----------- | ----------- | ----------- |
| Daniel Bedoya | Quattro | Individual | 7.76          | 26º           | 8             | 15º           | 24            | 40º           | 39.76         | 33º Q         | 17       | 25º      | Não avançou | Não avançou | Não avançou | Não avançou |

## Natação
A Bolívia classificou quatro nadadores (três homens e uma mulher).
- Nota – Posições dadas para uma fase inteira
- QA – Classificado à final A
- QB – Classificado à final B

| Atleta                   | Evento                   | Eliminatória | Eliminatória | Final       | Final       |
| Atleta                   | Evento                   | Tempo        | Posição      | Tempo       | Posição     |
| ------------------------ | ------------------------ | ------------ | ------------ | ----------- | ----------- |
| José Alberto Quintanilla | 50 m livre masculino     | 23.89        | 24º          | Não avançou | Não avançou |
| Gabriel Castillo Sulca   | 100 m costas masculino   | 1:00.12      | 22º          | Não avançou | Não avançou |
| Santiago Cavanagh        | 100 m peito masculino    | 1:04.71      | 20º          | Não avançou | Não avançou |
| Karen Torrez             | 50 m livre feminino      | 25.72        | 5º QA        | 25.56       | 6º          |
| Karen Torrez             | 100 m livre feminino     | 57.19        | 8º QA        | 56.59       | 6º          |
| Karen Torrez             | 100 m borboleta feminino | 1:01.73      | 10º QB       | 1:01.80     | 11º         |

## Pelota basca
A Bolívia classificou uma atleta masculino para a pelota basca.
Masculino
| Atleta      | Evento                 | Fase preliminar    | Fase preliminar    | Fase preliminar | Semifinal           | Final / MB          | Posição |
| Atleta      | Evento                 | Partida 1          | Partida 2          | Posição         | Semifinal           | Final / MB          | Posição |
| Atleta      | Evento                 | Adversário Placar  | Adversário Placar  | Posição         | Adversário Placar   | Adversário Placar   | Posição |
| ----------- | ---------------------- | ------------------ | ------------------ | --------------- | ------------------- | ------------------- | ------- |
| Josias Bazo | Mão individual frontón | Nelson (CUB) D 0–2 | Quinto (PER) V 2–0 | 2º Q            | Alvarez (CHI) D 0–2 | Otheguy (BRA) D 0–2 | 4º      |

## Pentatlo moderno
A Bolívia classificou quatro pentatletas (dois homens e duas mulheres). A equipe foi nomeada oficialmente em 21 de maio de 2019.
Individual
| Atleta         | Evento    | Esgrima (Espada um toque + rodada bônus) | Esgrima (Espada um toque + rodada bônus) | Esgrima (Espada um toque + rodada bônus) | Natação (200 m nado livre) | Natação (200 m nado livre) | Natação (200 m nado livre) | Hipismo (Saltos) | Hipismo (Saltos) | Hipismo (Saltos) | Tiro / Corrida (pistola a laser 10 m / 3000 m cross-country) | Tiro / Corrida (pistola a laser 10 m / 3000 m cross-country) | Tiro / Corrida (pistola a laser 10 m / 3000 m cross-country) | Pontos Totais | Posição Final |
| Atleta         | Evento    | Vitórias                                 | Posição                                  | Pontos                                   | Tempo                      | Posição                    | Pontos                     | Tempo            | Posição          | Pontos           | Tempo                                                        | Posição                                                      | Pontos                                                       | Pontos Totais | Posição Final |
| -------------- | --------- | ---------------------------------------- | ---------------------------------------- | ---------------------------------------- | -------------------------- | -------------------------- | -------------------------- | ---------------- | ---------------- | ---------------- | ------------------------------------------------------------ | ------------------------------------------------------------ | ------------------------------------------------------------ | ------------- | ------------- |
| Said Rollano   | Masculino | 7                                        | 31º                                      | 145                                      | 2:36.04                    | 30º                        | 238                        | EL               | EL               | 0                | 12:43.00                                                     | 27º                                                          | 537                                                          | 920           | 31º           |
| Daniel Tiñini  | Masculino | 12                                       | 24º                                      | 180                                      | 2:22.70                    | 25º                        | 265                        | 83.13            | 16º              | 267              | 12:50.00                                                     | 28º                                                          | 530                                                          | 1242          | 17º           |
| Mariela Ayala  | Feminino  | 12                                       | 22º                                      | 180                                      | 3:28.89                    | 31º                        | 133                        | EL               | EL               | 0                | 15:27.00                                                     | 25º                                                          | 373                                                          | 686           | 29º           |
| Fátima Cabrera | Feminino  | 7                                        | 28º                                      | 145                                      | 2:44.22                    | 25º                        | 222                        | DNF              | DNF              | 0                | 14:51.00                                                     | 22º                                                          | 409                                                          | 776           | 26º           |

Revezamento
| Atleta                       | Evento                | Esgrima (Espada um toque + rodada bônus) | Esgrima (Espada um toque + rodada bônus) | Esgrima (Espada um toque + rodada bônus) | Natação (200 m nado livre) | Natação (200 m nado livre) | Natação (200 m nado livre) | Hipismo (Saltos) | Hipismo (Saltos) | Hipismo (Saltos) | Tiro / Corrida (pistola a laser 10 m / 3000 m cross-country) | Tiro / Corrida (pistola a laser 10 m / 3000 m cross-country) | Tiro / Corrida (pistola a laser 10 m / 3000 m cross-country) | Pontos Totais | Posição Final |
| Atleta                       | Evento                | Vitórias                                 | Posição                                  | Pontos                                   | Tempo                      | Posição                    | Pontos                     | Tempo            | Posição          | Pontos           | Tempo                                                        | Posição                                                      | Pontos                                                       | Pontos Totais | Posição Final |
| ---------------------------- | --------------------- | ---------------------------------------- | ---------------------------------------- | ---------------------------------------- | -------------------------- | -------------------------- | -------------------------- | ---------------- | ---------------- | ---------------- | ------------------------------------------------------------ | ------------------------------------------------------------ | ------------------------------------------------------------ | ------------- | ------------- |
| Said Rollano Daniel Tiñini   | Revezamento masculino | 11                                       | 10º                                      | 194                                      | 2:14.76                    | 12º                        | 281                        | 164.6            | 11º              | 192              | 11:51.00                                                     | 10º                                                          | 589                                                          | 1256          | 10º           |
| Mariela Ayala Fátima Cabrera | Revezamento feminino  | 8                                        | 11º                                      | 150                                      | 2:53.55                    | 11º                        | Não começou                | Não começou      | Não começou      | Não terminou     | Não terminou                                                 | Não terminou                                                 | Não terminou                                                 | Não terminou  | Não terminou  |
| Daniel Tiñini Fátima Cabrera | Revezamento misto     | 20 + 2                                   | 9º                                       | 196                                      | 2:18.02                    | 12º                        | 274                        | 147.95           | 11º              | 249              | 12:44.00                                                     | 10º                                                          | 536                                                          | 1255          | 10º           |

## Raquetebol
A Bolívia classificou sete raquetebolistas (quatro homens e três mulheres).
Masculino
| Atleta                                                      | Evento     | Classificatória Fase de grupos | Classificatória Fase de grupos | Classificatória Fase de grupos | Classificatória Fase de grupos | Oitavas-de-final     | Quartas-de-final           | Semifinais                  | Final                     | Posição           |
| Atleta                                                      | Evento     | Partida 1                      | Partida 2                      | Partida 3                      | Posição                        | Adversário Resultado | Adversário Resultado       | Adversário Resultado        | Adversário Resultado      | Posição           |
| ----------------------------------------------------------- | ---------- | ------------------------------ | ------------------------------ | ------------------------------ | ------------------------------ | -------------------- | -------------------------- | --------------------------- | ------------------------- | ----------------- |
| Carlos Keller                                               | Individual | Mercado (COL) D 0–2            | Salvatierra (GUA) V 2–0        | —                              | 2º Q                           | Murray (CAN) D 1–2   | Não avançou                | Não avançou                 | Não avançou               | Não avançou       |
| Conrrado Moscoso                                            | Individual | Acuna (CRC) V 2–1              | Ugalde (ECU) D 1–2             | —                              | 1º Q                           | Bye                  | Pratt (USA) V 2–0          | Montoya (MEX) D 0–2         | Não avançou               | Medalha de bronze |
| Roland Keller Conrrado Moscoso                              | Duplas     | Franco / Mercado (COL) V 2–0   | Mendiguri / Luque (PER) V 2–0  | Rios / Ugalde (ECU) V 2–0      | 1º Q                           | Bye                  | Moyet / Chacon (CUB) V 2–0 | Acuna / Camacho (CRC) V 2–1 | Montoya / MAR (MEX) D 1–2 | Medalha de prata  |
| Carlos Keller Roland Keller Conrrado Moscoso Kadim Carrasco | Equipes    | —                              | —                              | —                              | —                              | Bye                  | GUA Guatemala V 2–0        | USA Estados Unidos V 2–1    | COL Colômbia V 2–1        | Medalha de ouro   |

- Kadim Carrasco não completou nenhuma partida.

Feminino
| Atleta                                        | Evento     | Classificatória Fase de grupos | Classificatória Fase de grupos   | Classificatória Fase de grupos | Classificatória Fase de grupos | Oitavas-de-final     | Quartas-de-final               | Semifinais           | Final                | Posição           |
| Atleta                                        | Evento     | Partida 1                      | Partida 2                        | Partida 3                      | Posição                        | Adversário Resultado | Adversário Resultado           | Adversário Resultado | Adversário Resultado | Posição           |
| --------------------------------------------- | ---------- | ------------------------------ | -------------------------------- | ------------------------------ | ------------------------------ | -------------------- | ------------------------------ | -------------------- | -------------------- | ----------------- |
| Angelica Barrios                              | Individual | Munoz (ECU) W 2–0              | Munoz (CHI) W 2–0                | Felipe (CUB) W 2–0             | 1º Q                           | Amaya (COL) W 2–1    | Longoria (MEX) L 0–2           | Não avançou          | Não avançou          | Não avançou       |
| Valeria Centellas                             | Individual | Amaya (COL) W 2–1              | Parada (CHI) W 2–0               | Viera (CUB) W 2–0              | 1º Q                           | Riveros (COL) L 1–2  | Não avançou                    | Não avançou          | Não avançou          | Não avançou       |
| Angelica Barrios Jenny Daza                   | Duplas     | Lambert / Saunders (CAN) V 2–1 | Rodriguez / Martinez (GUA) D 1–2 | Jimenez / Delgado (DOM) V 2–1  | 2º Q                           | Bye                  | Lawrence / Rajsich (USA) L 0–2 | Não avançou          | Não avançou          | Não avançou       |
| Angelica Barrios Valeria Centellas Jenny Daza | Equipes    | —                              | —                                | —                              | —                              | CUB Cuba V 2–0       | GUA Guatemala V 2–0            | ARG Argentina D 0–2  | Não avançou          | Medalha de bronze |

## Tênis
A Bolívia classificou três tenistas (dois homens e uma mulher).
| Atleta                            | Evento            | 1ª Fase                       | 2ª Fase                        | Oitavas de final                     | Quartas de final                          | Semifinais                                   | Bronze                                      | Final                             | Posição          |
| Atleta                            | Evento            | Adversário e resultado        | Adversário e resultado         | Adversário e resultado               | Adversário e resultado                    | Adversário e resultado                       | Adversário e resultado                      | Adversário e resultado            | Posição          |
| --------------------------------- | ----------------- | ----------------------------- | ------------------------------ | ------------------------------------ | ----------------------------------------- | -------------------------------------------- | ------------------------------------------- | --------------------------------- | ---------------- |
| Boris Arias                       | Simples masculino | Predefinição:Bye              | Varillas (PER) D 1–6, 1–6      | Não avançou                          | Não avançou                               | Não avançou                                  | Não avançou                                 | Não avançou                       | Não avançou      |
| Federico Zeballos                 | Simples masculino | Turcios (HON) V 6–3, 4–6, 6–1 | Redlicki (USA) D 2–6, 0–6      | Não avançou                          | Não avançou                               | Não avançou                                  | Não avançou                                 | Não avançou                       | Não avançou      |
| Noelia Zeballos                   | Simples feminino  | —                             | Vagramov (CAN) D 6–3, 4–6, 3–6 | Não avançou                          | Não avançou                               | Não avançou                                  | Não avançou                                 | Não avançou                       | Não avançou      |
| Boris Arias Federico Zeballos     | Duplas masculinas | —                             | Bye                            | Hernández / Fierros (MEX) V 6–1, 6–2 | Subervi / Burgos (DOM) V 6–2, 6–7, [10–2] | Escobar / Quiroz (ECU) D 3–6, 4–6            | Galdós / Varillas (PER) D 3–6, 6–3, [10–12] | —                                 | 4º               |
| Federico Zeballos Noelia Zeballos | Duplas mistas     | —                             | —                              | Bye                                  | Sánchez / Olmos (MEX) V 6–2, 2–6, [10–5]  | Galdós / Iamachkine (PER) V 1–6, 6–4, [10–2] | —                                           | Jarry / Guarachi (CHI) D 1–6, 3–6 | Medalha de prata |

## Tiro com arco
A Bolívia classificou uma equipe de três atletas no recurvo feminino após terminar entre os seis melhores do Campeonato Pan-Americano de 2018 em Medellín, Colômbia.
Feminino
| Atleta                                 | Evento             | Fase de ranqueamento | Fase de ranqueamento | 16-avos-de-final        | Oitavas-de-final     | Quartas-de-final     | Semifinais           | Final / MB           | Rank        |
| Atleta                                 | Evento             | Pontuação            | Chaveamento          | Adversário Pontuação    | Adversário Pontuação | Adversário Pontuação | Adversário Pontuação | Adversário Pontuação | Rank        |
| -------------------------------------- | ------------------ | -------------------- | -------------------- | ----------------------- | -------------------- | -------------------- | -------------------- | -------------------- | ----------- |
| Dahara Claros                          | Recurvo individual | 537                  | 31º Q                | Kaufhold (USA) D 0–6    | Não avançou          | Não avançou          | Não avançou          | Não avançou          | Não avançou |
| Ebe Fernandez                          | Recurvo individual | 592                  | 25º Q                | Mickelberry (USA) D 0–6 | Não avançou          | Não avançou          | Não avançou          | Não avançou          | Não avançou |
| Ana Garcia                             | Recurvo individual | 520                  | 32º Q                | Valencia (MEX) D 0–6    | Não avançou          | Não avançou          | Não avançou          | Não avançou          | Não avançou |
| Dahara Claros Ebe Fernandez Ana Garcia | Recurvo equipes    | 1649                 | 8º Q                 | —                       | —                    | MEX México D 0–6     | Não avançou          | Não avançou          | Não avançou |

## Tiro esportivo
A Bolívia classificou uma equipe de sete atiradores esportivos (cinco homens e duas mulheres).
Masculino
Pistola e carabina
| Atleta               | Evento                      | Classificação | Classificação | Final       | Final       |
| Atleta               | Evento                      | Pontos        | Posição       | Pontos      | Posição     |
| -------------------- | --------------------------- | ------------- | ------------- | ----------- | ----------- |
| Ignacio Hernández    | Pistola de ar 10 m          | 568           | 12º           | Não avançou | Não avançou |
| Tiro rápido 25 m     | 537                         | 19º           | Não avançou   | Não avançou |             |
| Diego Cossio Quiroga | Tiro rápido 25 m            | 554           | 12º           | Não avançou | Não avançou |
| Gabriel Chambi       | Carabina de ar 10 m         | 584.7         | 28º           | Não avançou | Não avançou |
| Gabriel Chambi       | Carabina três posições 50 m | 1084          | 25º           | Não avançou | Não avançou |

Masculino
Espingarda
| Atleta              | Evento         | Classificação | Classificação | Final / MB           | Final / MB      |
| Atleta              | Evento         | Pontos        | Posição       | Adversário Resultado | Posição         |
| ------------------- | -------------- | ------------- | ------------- | -------------------- | --------------- |
| Henry Aviles Arroyo | Fossa olímpica | 106           | 24º           | Did not advance      | Did not advance |
| César Menacho       | Fossa olímpica | 99            | =26º          | Não avançou          | Não avançou     |

Feminino
Pistola e carabina
| Atleta          | Evento              | Classificação | Classificação | Final       | Final       |
| Atleta          | Evento              | Pontos        | Posição       | Pontos      | Posição     |
| --------------- | ------------------- | ------------- | ------------- | ----------- | ----------- |
| Selenia Ledezma | Carabina de ar 10 m | 595.0         | 22º           | Não avançou | Não avançou |

Feminino
Espingarda
| Atleta            | Evento         | Classificação | Classificação | Final / MB           | Final / MB  |
| Atleta            | Evento         | Pontos        | Posição       | Adversário Resultado | Posição     |
| ----------------- | -------------- | ------------- | ------------- | -------------------- | ----------- |
| Madeleine Velasco | Fossa olímpica | 86            | 14º           | Não avançou          | Não avançou |

Misto
| Atleta                          | Evento              | Classificação | Classificação | Final       | Final       |
| Atleta                          | Evento              | Pontos        | Posição       | Pontos      | Posição     |
| ------------------------------- | ------------------- | ------------- | ------------- | ----------- | ----------- |
| Gabriel Chambi Selenia Ledezma  | Carabina de ar 10 m | 783.2         | 22º           | Não avançou | Não avançou |
| César Menacho Madeleine Velasco | Fossa olímpica      | 110           | 13º           | Não avançou | Não avançou |

## Triatlo
A Bolívia recebeu um convite para a competição individual masculina. Madde tornou-se o primeiro boliviano a concluir a competição, já que os representantes anteriores não conseguiram o feito.
| Atleta          | Prova      | Natação | Trans 1 | Ciclismo | Trans 2 | Corrida | Total (incl. transições) | Pos. |
| --------------- | ---------- | ------- | ------- | -------- | ------- | ------- | ------------------------ | ---- |
| Alejandro Madde | Individual | 19:49   | 1:08    | 1:30:0   | 0:29    | 38:55   | 2:09:26                  | 28º  |